# Francis Willughby
Francis Willughby (a veces Willoughby) (Warwickshire, 22 de noviembre de 1635 - Wollaton Hall , 3 de julio de 1672) fue un ornitólogo e ictiólogo inglés.

## Biografía
Hijo de Sir Francis Willughby, nació en Middleton Hall, Warwickshire. Estudió en el colegio de Sutton Coldfield y en el Trinity College, Cambridge.
Estudió en Cambridgem donde fue alumno de John Ray, un distinguido botánico británico. Hacia 1662, tanto Ray como Willughby viajaron por la costa oeste de Inglaterra con el objetivo de estudiar los hábitos de nidificación de las aves marinas. Entre 1663 y 1666 recorrieron Europa juntos, viajando a través de Holanda, Alemania, Suiza e Italia realizando diferentes estudios ornitológicos. Willughby murió poco tiempo después de regresar a Inglaterra, como consecuencia de la tuberculosis, por lo que Ray tomó la iniciativa de publicar la obra de Willughby Ornithologia libri tres en 1676, con una edición en inglés.  Este trabajo se considera el principio de la ornitología científica, mostrando una serie de análisis detallados sobre el comportamiento de las diferentes tipos de aves en Europa y perfeccionando la técnica del dibujo para ilustrar las diferenciaa anatómicas entre las distintas especies de aves. En 1686, Ray logró que la Universidad de Cambrdge destinara un buen número de fondos para editar De Historia piscium, obra monumental de Willugbhy sobre las distintas especies de peces en diversas partes del mundo.  Desafortunadamente, este libro es más conocido por ser la obra que casi impide la publicación de los Principia Mathematica, de Isaac Newton que por su contenido, no obstante, dentro de la literatura especializada en ictiología es considerando uno de los textos más influyentes sobre taxonomía de los peces.
En 2003 el estudio científico de los juegos fue publicado (con el nombre de Francis Willughby's Book of Games) haciendo disponible para el gran público por primera vez una descripción detallada de un conjunto de juegos del siglo XVII. Esta fue la primera obra de este estilo en inglés y es comparable a la obra Libro de los juegos.

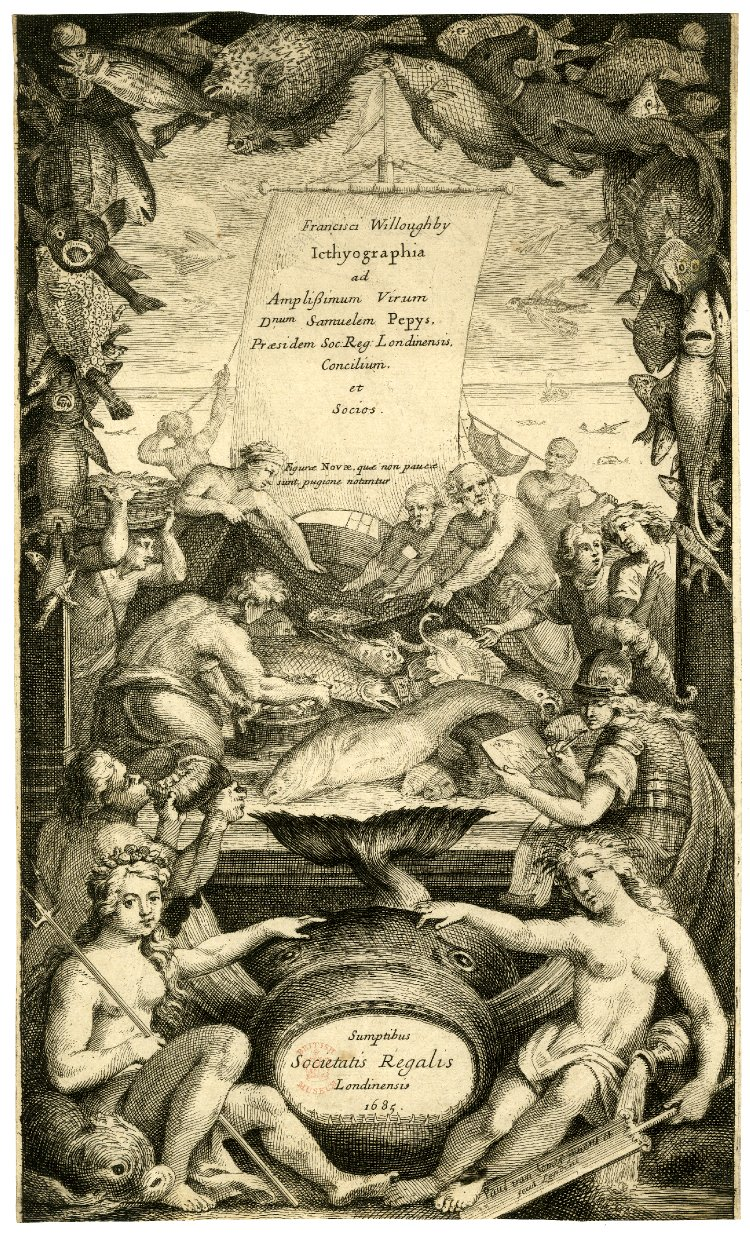
Frontispicio de Historia piscium, publicado en Oxford, 1686

## Otras publicaciones
- The Ornithology of Francis Willughby
- De historia piscium libri quatuor En líneaotra versión

## Eponimia
- (Apocynaceae) Willughbeia (Roxb.) Klotzsch[4]